# Африкан (городской префект)
Африкан (лат. Africanus) — римский политический деятель конца IV века.
Около 388 года Африкан занимал должность наместника провинции, какой, неизвестно. В 390 году он, предположительно, находился на посту наместника Палестины. В 396—397 годах Африкан был префектом Константинополя.
Состоял в переписке с известным ритором того времени Либанием.